# Dalldorf (Leiferde)
Dalldorf ist ein Gemeindeteil der Gemeinde Leiferde (Samtgemeinde Meinersen) im niedersächsischen Landkreis Gifhorn.

## Geografie und Verkehrsanbindung
Der Ort liegt ca. 3 km westlich des Kernortes Leiferde direkt an der westlich verlaufenden Oker. Über die durch Dalldorf verlaufende Kreisstraße 46 erreicht man nach jeweils ca. 4 km die Nachbarorte Meinersen im Norden und Hillerse im Süden. Volkse im Süd-Westen erreicht man nach 1 km über die Kreisstraße 451.

## Geschichte
Die erste urkundliche Erwähnung datiert aus dem Jahre 1226. Früher wurde der Ort Daltorp (um 1220), Daldhorpe (um 1270) und im 14. Jahrhundert Daldorpe genannt.
Demnach war Dalldorf um 1226 in Besitz der Edelherren von Meinersen und gehörte somit wohl zum Amt Meinersen. Im Lehnsregister von Luthard II. von Meinersen heißt es: uillam daltorp totam in proprietatem... (Das ganze Daltorp in Eigentum...)
Bis zur Auflösung im Jahre 1885 gehörte Dalldorf zum Amt Gifhorn, welches dann zum Landkreis Gifhorn wurde. Bis 1974 war Dalldorf eine eigenständige Gemeinde in der damaligen Samtgemeinde Leiferde. Im Rahmen der Gebietsreform fand die Eingemeindung nach Leiferde statt. Die Gemeinde gehört zur Samtgemeinde Meinersen.

## Namensgebung
Altniederdeutsche Bezeichnungen sind Daltorp, Daldhorpe, Daldorpe und Daldorppe, was so viel wie „Taldorf“ heißt. Aktuell befindet sich Dalldorf aber eher auf dem Schwarzen Berg.

## Einwohnerentwicklung
Die Entwicklung der Einwohner mit Hauptwohnsitz:
| 01.12.1910 | 117 |
| 01.01.2013 | 401 |
| 01.01.2014 | 405 |
| 01.01.2015 | 411 |
| 01.01.2016 | 410 |
| 01.01.2017 | 399 |

## Wappen

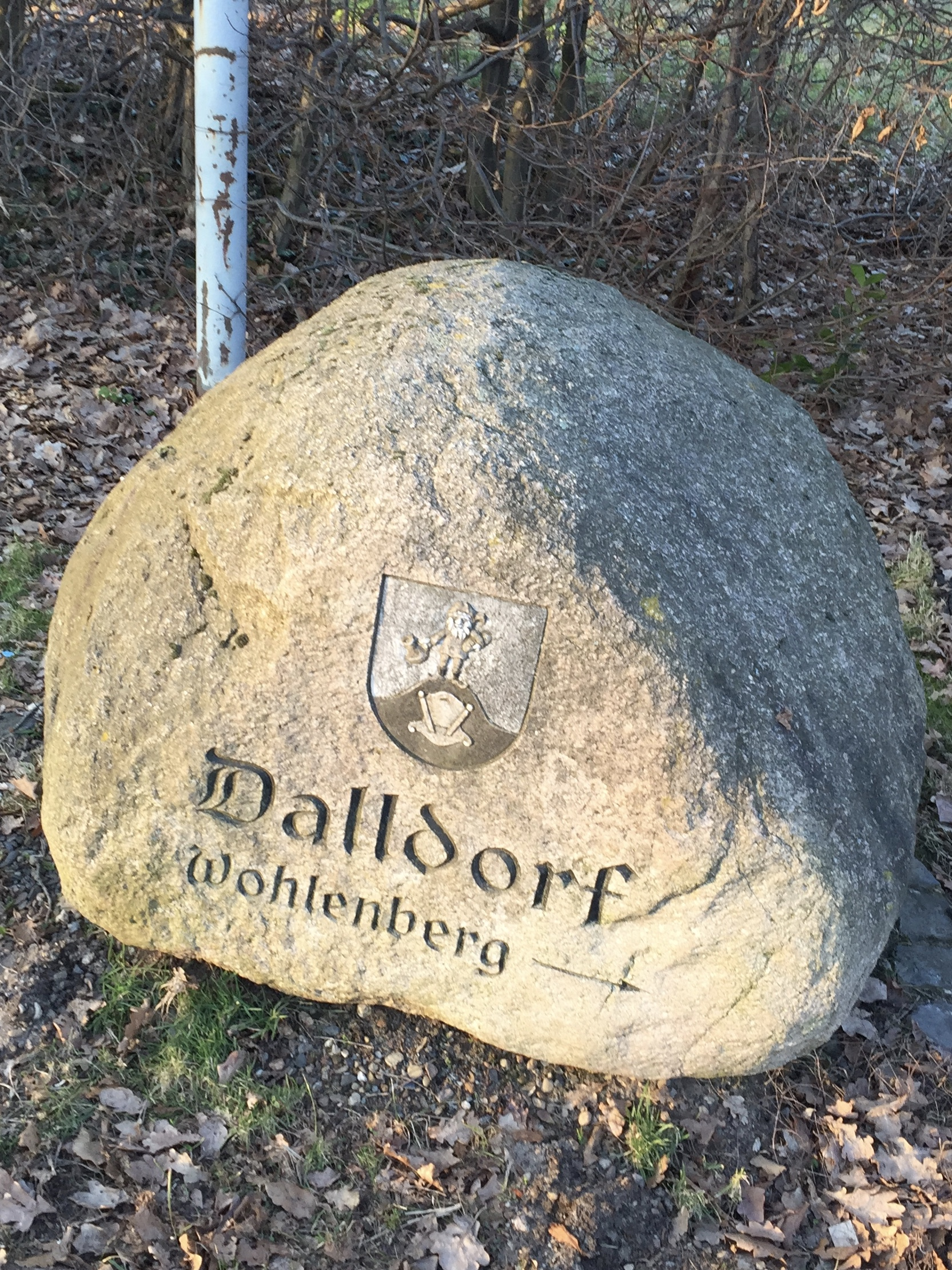
Wegweiser zum Wohlenberg

Das Ortswappen zeigt einen roten Zwerg, der einen goldenen Krug und ein goldenes Brot hält. Er steht auf einem schwarzen Hügel (dem Wohlenberg), in dem sich eine goldene Wiege befindet.
Grundlage hierfür ist die Sage über „Die goldene Wiege im Wohlenberg“.

## Sehenswürdigkeiten

### Okeraue bei Volkse

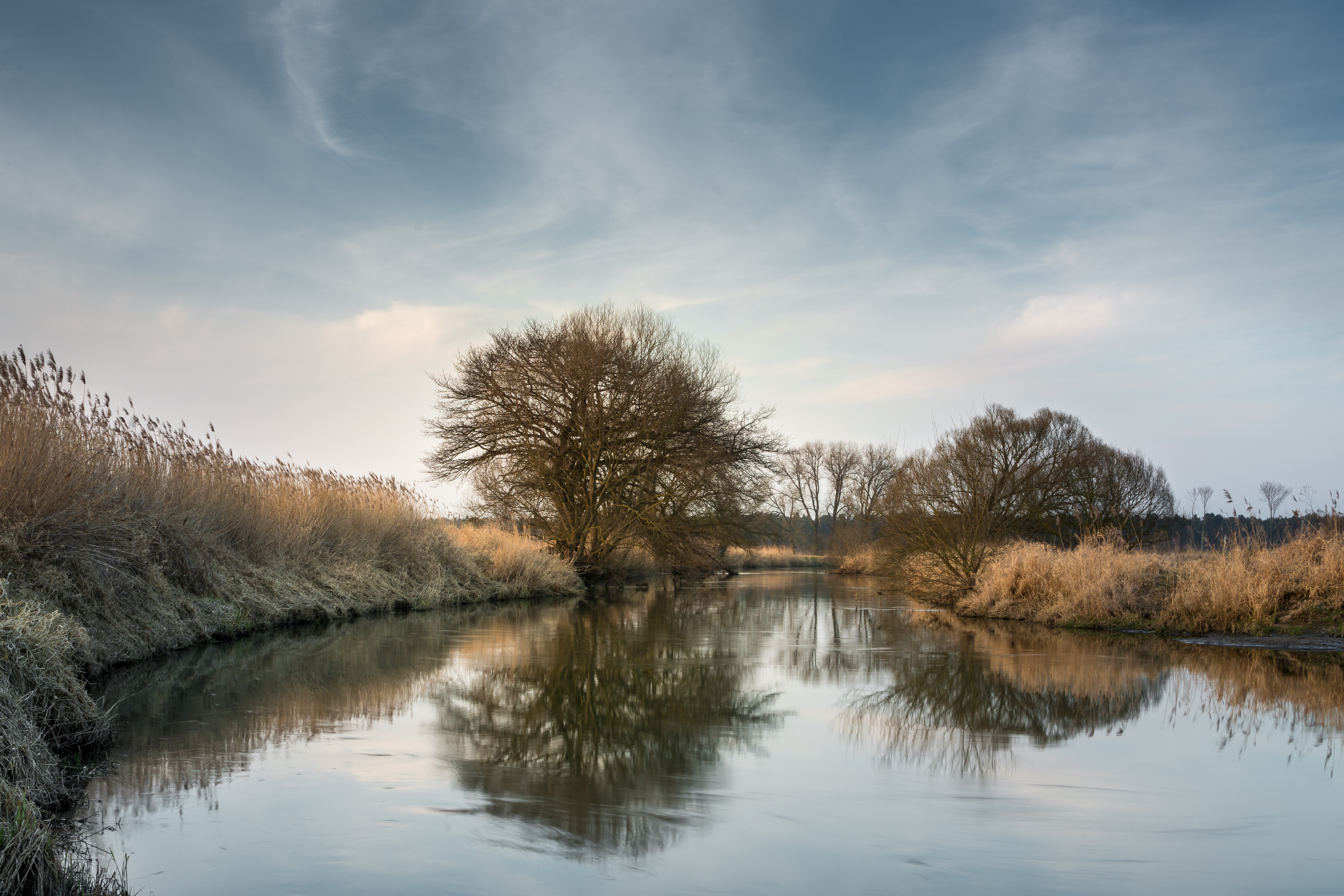
Okeraue bei Volkse, Abendstimmung

Die Okeraue bei Volkse ist ein Naturschutzgebiet und bezeichnet den Flusslauf der Oker zwischen Hillerse und Meinersen.

### Wohlenberg
Die höchste Erhebung in der Umgebung ist mit 96 m der Wohlenberg. Dieser liegt ca. 2 km östlich von Dalldorf.

## Vereine
- SV Volkse-Dalldorf von 1921 e. V.[3]
Die Sportvereinigung wurde am 21. Oktober 1921 gegründet und verbindet die Einwohner der beiden kleinen Orte Volkse und Dalldorf. Der Sportplatz liegt in der Mitte der beiden Orte, direkt an der Oker, wodurch er auch den Namen „Okerstadion“ erhalten hat. Die Vereinsfarben sind seit der Gründung schwarz-gelb.
- Club Dalldorfer Fischer
Der Verein wurde am 19. August 1984 gegründet.
- Freiwillige Feuerwehr Dalldorf
Die Wehr wurde am 18. November 1969 von 24 Männern in der ehemaligen Gaststätte Lindenhof gegründet.
- Dorfgemeinschaft Dalldorf